# Джаку
Джаку е пустинна планета от Междузвездни войни, който появява в седмия филм. Тя е столица на Съпротивлението. Името на планета е представено на 15 април 2015 г.

## Обитатели
- Рей